# Данія на літніх Олімпійських іграх 2016
Данія на літніх Олімпійських іграх  2016 була представлена 121 спортсменом у 16 видах спорту.

## Медалісти
| Медалі | Спортсмени | Вид спорту                      | Дисципліна                               | Дата      |
| ------ | --- | ------------------------------- | ---------------------------------------- | --------- |
| Золото | Пернілле Блуме | Плавання                        | 50 м вільним стилем (жінки               | 13 серпня |
| Золото | Збірна Данії з гандболу Ніклас Ландін Якобсен Мадс Крістіансен Мадс Менса Ларсен Каспер Ульріх Мортенсен Єспер Ньоддесбо Яннік Грін Лассе Сван Гансен Рене Тофт Гансен Генрік Мьоллгаард Каспер Зондергаард Генрік Тофт Гансен Міккель Гансен Мортен Ольсен Мікаель Дамгаард | Гандбол                         | чоловіки                                 | 21 серпня |
| Срібло | Якоб Фульсанг | Велоспорт                       | групова шосейна гонка (чоловіки)         | 6 серпня  |
| Срібло | Якоб Барсее Каспер Вінтер Єргенсен Мортен Єргенсен Якоб Ларсен | Академічне веслування           | четвірки, легка вага (чоловіки)          | 11 серпня |
| Срібло | Марк Мадсен | Боротьба                        | греко-римська, до 75 кг (чоловіки)       | 14 серпня |
| Срібло | Емма Єргенсен | Веслування на байдарках і каное | байдарки-одиночки, 500 метрів (жінки)    | 18 серпня |
| Срібло | Камілла Рюттер Юль Хрістінна Педерсен | Бадмінтон                       | парний розряд (жінки)                    | 18 серпня |
| Срібло | Сара Петерсен | Легка атлетика                  | 400 м з бар'єрами (жінки)                | 18 серпня |
| Бронза | Анне Дсане Андерсен Ядвіга Расмуссен | Академічне веслування           | двійки (жінки)                           | 12 серпня |
| Бронза | Каспер фон Фольсах Лассе Норман Гансен Ніклас Ларсен Фредерік Мадсен Расмус Кваде | Велоспорт                       | командна гонка переслідування (чоловіки) | 12 серпня |
| Бронза | Міе Нільсен Рікке Меллер Педерсен Джанетт Оттесен Пернілле Блуме | Плавання                        | естафета 4x100 м комплексом (жінки)      | 13 серпня |
| Бронза | Лассе Норман Гансен | Велоспорт                       | омніум (чоловіки)                        | 15 серпня |
| Бронза | Анн-Марі Ріндом | Вітрильний спорт                | Лазер радіал (жінки)                     | 16 серпня |
| Бронза | Єна Гансен Катя Сальсков-Іверсен | Вітрильний спорт                | 49er FX                                  | 16 серпня |
| Бронза | Віктор Аксельсен | Бадмінтон                       | одиночний розряд (чоловіки)              | 19 серпня |

## Спортсмени
| Дисципліна                      | Чоловіки | Жінки | Разом |
| ------------------------------- | -------- | ----- | ----- |
| Легка атлетика                  | 4        | 6     | 10    |
| Бадмінтон                       | 5        | 3     | 8     |
| Веслування на байдарках і каное | 1        | 4     | 5     |
| Велоспорт                       | 10       | 3     | 13    |
| Кінний спорт                    | —        | —     | 4     |
| Футбол                          | 18       | 0     | 18    |
| Гольф                           | 2        | 2     | 4     |
| Гандбол                         | 14       | 0     | 14    |
| Академічне веслування           | 6        | 7     | 13    |
| Вітрильний спорт                | 6        | 5     | 11    |
| Стрільба                        | 2        | 1     | 3     |
| Плавання                        | 8        | 7     | 15    |
| Настільний теніс                | 1        | 0     | 1     |
| Теніс                           | 0        | 1     | 1     |
| Тріатлон                        | 1        | 0     | 1     |
| Боротьба                        | 1        | 0     | 1     |
| Разом                           | 79       | 42    | 122   |

## Легка атлетика
Легенда
- Note – для трекових дисциплін місце вказане лише для забігу, в якому взяв участь спортсмен
- Q = пройшов у наступне коло напряму
- q = пройшов у наступне коло за добором (для трекових дисциплін - найшвидші часи серед тих, хто не пройшов напряму; для технічних дисциплін - увійшов до визначеної кількості фіналістів за місцем якщо напряму пройшло менше спортсменів, ніж визначена кількість)
- NR = Національний рекорд
- N/A = Коло відсутнє у цій дисципліні
- Bye = спортсменові не потрібно змагатися у цьому колі

Трекові і шосейні дисципліни
Чоловіки
| Спортсмен        | Дисципліна           | Попередній забіг | Попередній забіг | Півфінал  | Півфінал | Фінал           | Фінал           |
| Спортсмен        | Дисципліна           | Результат        | Місце            | Результат | Місце    | Результат       | Місце           |
| ---------------- | -------------------- | ---------------- | ---------------- | --------- | -------- | --------------- | --------------- |
| Андреас Бубе     | 800 м                | 1:46.67          | 2 Q              | 1:45.87   | 7        | Завершив виступ | Завершив виступ |
| Оле Хессельб'єрг | 3000 м з перешкодами | 8:40.08          | 11               | Н/Д       | Н/Д      | Завершив виступ | Завершив виступ |
| Абді-Хакін Улад  | Марафон              | Н/Д              | Н/Д              | Н/Д       | Н/Д      | 2:17:06         | 35              |

Жінки
| Спортсменка                | Дисципліна           | Попередній забіг | Попередній забіг | Півфінал  | Півфінал | Фінал            | Фінал            |
| Спортсменка                | Дисципліна           | Результат        | Місце            | Результат | Місце    | Результат        | Місце            |
| -------------------------- | -------------------- | ---------------- | ---------------- | --------- | -------- | ---------------- | ---------------- |
| Анна Гольм Баумейстер      | Марафон              | Н/Д              | Н/Д              | Н/Д       | Н/Д      | 2:39:49          | 55               |
| Джессіка Драскау-Петерссон | Марафон              | Н/Д              | Н/Д              | Н/Д       | Н/Д      | 2:36:14          | 40               |
| Анна Меллер                | 3000 м з перешкодами | 9:32.68 NR       | 6                | Н/Д       | Н/Д      | Завершила виступ | Завершила виступ |
| Сара Петерсен              | 400 м з бар'єрами    | 55.20            | 1 Q              | 54.55     | 2 Q      | 53.55            | 2                |
| Стіна Трост                | 400 м з бар'єрами    | 56.06            | 4 Q              | 56.00     | 4        | Завершила виступ | Завершила виступ |

## Бадмінтон
Чоловіки
| Спортсмен                   | Дисципліна       | Груповий етап                            | Груповий етап                         | Груповий етап                                | Груповий етап | Вибування                      | Чвертьфінал                 | Півфінал                      | Фінал / БМ                          | Фінал / БМ      |
| Спортсмен                   | Дисципліна       | Суперник Результат                       | Суперник Результат                    | Суперник Результат                           | Місце         | Суперник Результат             | Суперник Результат          | Суперник Результат            | Суперник Результат                  | Місце           |
| --------------------------- | ---------------- | ---------------------------------------- | ------------------------------------- | -------------------------------------------- | ------------- | ------------------------------ | --------------------------- | ----------------------------- | ----------------------------------- | --------------- |
| Віктор Аксельсен            | одиночний розряд | Lee D-k (KOR) W (21–11, 21–13)           | Понсана (THA) W (21–14, 21–13)        | Н/Д                                          | 1 Q           | Еванс (IRL) W (21–16, 21–12)   | Усеф (GBR) W (21–12, 21–16) | Chen L (CHN) L (14–21, 15–21) | Lin D (CHN) W (15–21, 21–10, 21–17) | 3               |
| Ян Естергард Єргенсен       | одиночний розряд | Муст (EST) W (21–8, 21–15)               | Левердес (FRA) W (21–11, 21–18)       | Н/Д                                          | 1 Q           | Кідамбі (IND) L (19–21, 19–21) | Завершив виступ             | Завершив виступ               | Завершив виступ                     | Завершив виступ |
| Матіас Бое Карстен Могенсен | парний розряд    | Кім К Ч / Kim S-r (KOR) L (15–21, 18–21) | Цваліна / Ваха (POL) W (21–17, 21–17) | Елліс / Ленгрідж (GBR) W (21–9, 9–21, 21–16) | 3             | Н/Д                            | Завершив виступ             | Завершив виступ               | Завершив виступ                     | Завершив виступ |

Жінки
| Спортсменка                           | Дисципліна       | Груповий етап                            | Груповий етап                        | Груповий етап                     | Груповий етап | Вибування           | Чвертьфінал                                    | Півфінал                                     | Фінал / БМ                                     | Фінал / БМ       |
| Спортсменка                           | Дисципліна       | Суперниця Результат                      | Суперниця Результат                  | Суперниця Результат               | Місце         | Суперниця Результат | Суперниця Результат                            | Суперниця Результат                          | Суперниця Результат                            | Місце            |
| ------------------------------------- | ---------------- | ---------------------------------------- | ------------------------------------ | --------------------------------- | ------------- | ------------------- | ---------------------------------------------- | -------------------------------------------- | ---------------------------------------------- | ---------------- |
| Ліне К'ярсфельдт                      | одиночний розряд | Марін (ESP) L (16–21, 13–21)             | Вайніо (FIN) W (21–9, 21–8)          | Н/Д                               | 2             | Завершила виступ    | Завершила виступ                               | Завершила виступ                             | Завершила виступ                               | Завершила виступ |
| Камілла Рюттер Юль Хрістінна Педерсен | парний розряд    | Чон Г И / Сін С Ч (KOR) W (21–16, 21–18) | Luo Y / Luo Y (CHN) L (11–21, 18–21) | Лі / Обанана (USA) W (21–9, 21–6) | 2 Q           | Н/Д                 | Чан Є Н / Лі С Х (KOR) W (28–26, 18–21, 21–15) | Tang YT / Yu Y (CHN) W (21–16, 14–21, 21–19) | Місакі / Такахасі (JPN) L (21–18, 9–21, 19–21) | 2                |

Змішаний
| Спортсмен                               | Дисципліна    | Груповий етап                               | Груповий етап                          | Груповий етап                                   | Груповий етап | Чвертьфінал        | Півфінал           | Фінал / БМ         | Фінал / БМ      |
| Спортсмен                               | Дисципліна    | Суперник Результат                          | Суперник Результат                     | Суперник Результат                              | Місце         | Суперник Результат | Суперник Результат | Суперник Результат | Місце           |
| --------------------------------------- | ------------- | ------------------------------------------- | -------------------------------------- | ----------------------------------------------- | ------------- | ------------------ | ------------------ | ------------------ | --------------- |
| Йоахім Фішер Нільсен Хрістінна Педерсен | парний розряд | Сюй Ч / Ма Цз (CHN) L (24–22, 14–21, 16–21) | Матеусяк / Зіба (POL) W (21–18, 23–21) | К Едкок / Г Едкок (GBR) L (19–21, 24–22, 17–21) | 4             | Завершив виступ    | Завершив виступ    | Завершив виступ    | Завершив виступ |

## Веслування на байдарках і каное

### Спринт
| Спортсмен                                                                   | Дисципліна             | Заїзди   | Заїзди | Півфінали | Півфінали | Фінал            | Фінал            |
| Спортсмен                                                                   | Дисципліна             | Час      | Місце  | Час       | Місце     | Час              | Місце            |
| --------------------------------------------------------------------------- | ---------------------- | -------- | ------ | --------- | --------- | ---------------- | ---------------- |
| Рене Поульсен                                                               | Б-1, 1000 м (чоловіки) | 3:35.722 | 1 Q    | 3:34.344  | 4 FA      | 3:36.840         | 6                |
| Генрієтта Енґель Гансен                                                     | Б-1, 200 м (жінки)     | 42.455   | 6 Q    | 43.300    | 8         | Завершила виступ | Завершила виступ |
| Емма Єргенсен                                                               | Б-1, 500 м (жінки)     | 1:55.660 | 2 Q    | 1:55.193  | 2 FA      | 1:54.326         | 2                |
| Генрієтта Енґель Гансен Іда Віллумсен                                       | Б-2, 500 м (жінки)     | 1:46.246 | 4 Q    | 1:47.476  | 6 FB      | 1:48.846         | 12               |
| Генрієтта Енґель Гансен Емма Єргенсен Amalie Ringtved Thomsen Іда Віллумсен | Б-4, 500 м (жінки)     | 1:36.675 | 5 Q    | 1:36.302  | 3 FA      | 1:39.057         | 6                |

Пояснення до кваліфікації: FA = Кваліфікувались до фіналу A (за медалі); FB = Кваліфікувались до фіналу B (не за медалі)

## Велоспорт

### Шосе
| Спортсмен            | Дисципліна                         | Час        | Місце |
| -------------------- | ---------------------------------- | ---------- | ----- |
| Якоб Фульсанг        | Групова шосейна гонка (чоловіки)   | 6:10:05    | 2     |
| Крістофер Юуль-Єнсен | Групова шосейна гонка (чоловіки)   | 6:19:43    | 32    |
| Крістофер Юуль-Єнсен | роздільна шосейна гонка (чоловіки) | 1:16:49.62 | 19    |
| Кріс Анкер Серенсен  | Групова шосейна гонка (чоловіки)   | 6:30:05    | 60    |

### Трек
Переслідування
| Спортсмен                                                                         | Дисципліна                               | Кваліфікація | Кваліфікація | Півфінали                | Півфінали | Фінал                        | Фінал |
| Спортсмен                                                                         | Дисципліна                               | Час          | Місце        | Opponent Результати      | Місце     | Opponent Результати          | Місце |
| --------------------------------------------------------------------------------- | ---------------------------------------- | ------------ | ------------ | ------------------------ | --------- | ---------------------------- | ----- |
| Каспер фон Фольсах Лассе Норман Гансен Ніклас Ларсен Фредерік Мадсен Расмус Кваде | командна гонка переслідування (чоловіки) | 3:55.396     | 2 Q          | Австралія (AUS) 3:53.542 | 3         | Нова Зеландія (NZL) 3:53.789 | 3     |

Пояснення до кваліфікації: FA=Final (medal); FB=Bronze medal game; SF=Півфінали
Омніум
| Спортсмен           | Дисципліна        | Скретч | Скретч | Індивідуальна гонка переслідування | Індивідуальна гонка переслідування | Індивідуальна гонка переслідування | Гонка на вибування | Гонка на вибування | Гіт з місця на 1 км | Гіт з місця на 1 км | Гіт з місця на 1 км | Гіт з ходу на 250 м | Гіт з ходу на 250 м | Гіт з ходу на 250 м | Гонка за очками | Гонка за очками | Загалом очок | Місце |
| Спортсмен           | Дисципліна        | Місце  | Очки   | Час                                | Місце                              | Очки                               | Місце              | Очки               | Час                 | Місце               | Очки                | Час                 | Місце               | Очки                | Очки            | Місце           | Загалом очок | Місце |
| ------------------- | ----------------- | ------ | ------ | ---------------------------------- | ---------------------------------- | ---------------------------------- | ------------------ | ------------------ | ------------------- | ------------------- | ------------------- | ------------------- | ------------------- | ------------------- | --------------- | --------------- | ------------ | ----- |
| Лассе Норман Гансен | омніум (чоловіки) | 1      | 40     | 4:14.982 OR                        | 1                                  | 40                                 | 18                 | 6                  | 1:02.538            | 5                   | 32                  | 12.832              | 4                   | 34                  | 40              | 2               | 192          | 3     |
| Амалія Дідеріксен   | омніум (жінки)    | 7      | 28     | 3:30.264                           | 4                                  | 34                                 | 6                  | 30                 | 38:032              | 18                  | 6                   | 14:940              | 18                  | 6                   | 85              | 1               | 189          | 5     |

### Маунтінбайк
| Спортсмен        | Дисципліна             | Час     | Місце |
| ---------------- | ---------------------- | ------- | ----- |
| Сімон Андреассен | маунтінбайк (чоловіки) | 1:47:44 | 34    |
| Анніка Лангвад   | маунтінбайк (жінки)    | 1:33:48 | 11    |

### BMX
| Спортсмен         | Дисципліна     | Кваліфікація | Кваліфікація | Чвертьфінал | Чвертьфінал | Півфінал        | Півфінал        | Фінал            | Фінал            |
| Спортсмен         | Дисципліна     | Результат    | Місце        | Очки        | Місце       | Очки            | Місце           | Результат        | Місце            |
| ----------------- | -------------- | ------------ | ------------ | ----------- | ----------- | --------------- | --------------- | ---------------- | ---------------- |
| Ніклас Лаустсен   | BMX (чоловіки) | 36.199       | 24           | 19          | 7           | Завершив виступ | Завершив виступ | Завершив виступ  | Завершив виступ  |
| Сімоне Крістенсен | BMX (жінки)    | 35.251       | 4            | Н/Д         | Н/Д         | 18              | 7               | Завершила виступ | Завершила виступ |

## Кінний спорт

### Виїздка
| Спортсмен                                                   | Кінь         | Дисципліна    | Grand Prix | Grand Prix | Grand Prix Special | Grand Prix Special | Grand Prix Freestyle | Grand Prix Freestyle | Загалом         | Загалом         |
| Спортсмен                                                   | Кінь         | Дисципліна    | Результат  | Місце      | Результат          | Місце              | За техніку           | За артистизм         | Результат       | Місце           |
| ----------------------------------------------------------- | ------------ | ------------- | ---------- | ---------- | ------------------ | ------------------ | -------------------- | -------------------- | --------------- | --------------- |
| Андерс Даль                                                 | Selten       | Індивідуальні | 69.900     | 37 Q       | 71.232             | 30                 | Завершив виступ      | Завершив виступ      | Завершив виступ | Завершив виступ |
| Катрін Дюфур                                                | Cassidy      | Індивідуальні | 76.657     | 10 Q       | 76.050             | 12 Q               | 74.893               | 81.286               | 78.143          | 13              |
| Анна Каспржак                                               | Donnperignon | Індивідуальні | 73.943     | 23 Q       | 74.524             | 15 Q               | 74.821               | 79.143               | 76.982          | 14              |
| Аґнет Кірк-Тінггаард                                        | Jojo         | Індивідуальні | 72.229     | 27 Q       | 72.465             | 26                 | Завершив виступ      | Завершив виступ      | Завершив виступ | Завершив виступ |
| Андерс Даль Катрін Дюфур Анна Каспржак Аґнет Кірк-Тінггаард | Див. вище    | Команда       | 74.276     | 6 Q        | 74.346             | 6                  | Н/Д                  | Н/Д                  | 74.311          | 6               |

## Футбол
Підсумок
Легенда:
- P – долю матчу вирішила серія післяматчевих пенальті.
- A.E.T – після додаткового часу.

| Команда       | Дисципліна       | Груповий етап      | Груповий етап      | Груповий етап      | Груповий етап | Чвертьфінал        | Півфінал           | Фінал / БМ         | Фінал / БМ |
| Команда       | Дисципліна       | Суперник Результат | Суперник Результат | Суперник Результат | Місце         | Суперник Результат | Суперник Результат | Суперник Результат | Місце      |
| ------------- | ---------------- | ------------------ | ------------------ | ------------------ | ------------- | ------------------ | ------------------ | ------------------ | ---------- |
| Denmark men's | чоловічий турнір | Ірак D 0–0         | ПАР W 1–0          | Бразилія L 0–4     | 2             | Нігерія L 0–2      | Завершив виступ    | Завершив виступ    | 8          |

### Чоловічий турнір
Склад команди
Шаблон:Склад чоловічої збірної Данії з футболу на літніх Олімпійських іграх 2016
Груповий етап
Футбол на літніх Олімпійських іграх 2016 — чоловічий турнір – Group A
Шаблон:Чоловічий турнір з футболу на літніх Олімпійських іграх 2016, гра A1
Шаблон:Чоловічий турнір з футболу на літніх Олімпійських іграх 2016, гра A3
Шаблон:Чоловічий турнір з футболу на літніх Олімпійських іграх 2016, гра A5
Чвертьфінал
Шаблон:Чоловічий турнір з футболу на літніх Олімпійських іграх 2016, гра E2

## Гольф
| Спортсмен          | Дисципліна | Раунд 1   | Раунд 2   | Раунд 3   | Раунд 4   | Загалом   | Загалом | Загалом |
| Спортсмен          | Дисципліна | Результат | Результат | Результат | Результат | Результат | Пар     | Місце   |
| ------------------ | ---------- | --------- | --------- | --------- | --------- | --------- | ------- | ------- |
| Серен К'єлдсен     | чоловіки   | 73        | 68        | 70        | 70        | 281       | −3      | =21     |
| Торб'єрн Олесен    | чоловіки   | 70        | 68        | 74        | 71        | 283       | −1      | =30     |
| Ніколь Брох Ларсен | жінки      | 67        | 68        | 81        | 71        | 287       | +3      | 36      |
| Нанна Мадсен       | жінки      | 69        | 69        | 72        | 69        | 279       | −5      | =13     |

## Гандбол
Підсумок
Легенда:
- ET – Після додаткового часу
- P – долю матчу вирішила серія післяматчевих пенальті.

| Команда       | Дисципліна       | Груповий етап      | Груповий етап      | Груповий етап      | Груповий етап      | Груповий етап      | Груповий етап | Чвертьфінал        | Півфінал           | Фінал / БМ         | Фінал / БМ |
| Команда       | Дисципліна       | Суперник Результат | Суперник Результат | Суперник Результат | Суперник Результат | Суперник Результат | Місце         | Суперник Результат | Суперник Результат | Суперник Результат | Місце      |
| ------------- | ---------------- | ------------------ | ------------------ | ------------------ | ------------------ | ------------------ | ------------- | ------------------ | ------------------ | ------------------ | ---------- |
| Denmark men's | чоловічий турнір | Аргентина W 25–19  | Туніс W 31–23      | Хорватія L 24–27   | Катар W 26–25      | Франція L 30–33    | 3             | Словенія W 37–30   | Польща W 29–28ET   | Франція W 28–26    | 1          |

### Чоловічий турнір
Склад команди
Шаблон:Склад чоловічої збірної Данії з гандболу на літніх Олімпійських іграх 2016
Груповий етап
Шаблон:Підсумкова таблиця в групі A чоловічого турніру з гандболу на літніх Олімпійських іграх 2016
Шаблон:Чоловічий турнір з гандболу на літніх Олімпійських іграх 2016, гра A2
Шаблон:Чоловічий турнір з гандболу на літніх Олімпійських іграх 2016, гра A5
Шаблон:Чоловічий турнір з гандболу на літніх Олімпійських іграх 2016, гра A8
Шаблон:Чоловічий турнір з гандболу на літніх Олімпійських іграх 2016, гра A11
Шаблон:Чоловічий турнір з гандболу на літніх Олімпійських іграх 2016, гра A13
Чвертьфінал
Шаблон:Чоловічий турнір з гандболу на літніх Олімпійських іграх 2016, гра C3
Півфінал
Шаблон:Чоловічий турнір з гандболу на літніх Олімпійських іграх 2016, гра D1
Гонка за золоту медаль
Шаблон:Чоловічий турнір з гандболу на літніх Олімпійських іграх 2016, гра E2

## Академічне веслування
Чоловіки
| Спортсмен                                                       | Дисципліна               | Заїзди  | Заїзди | Втішний заплив | Втішний заплив | Півфінали | Півфінали | Фінал   | Фінал |
| Спортсмен                                                       | Дисципліна               | Час     | Місце  | Час            | Місце          | Час       | Місце     | Час     | Місце |
| --------------------------------------------------------------- | ------------------------ | ------- | ------ | -------------- | -------------- | --------- | --------- | ------- | ----- |
| Расмус Квіст Гансен Мадс Расмуссен                              | Парні двійки, легка вага | 6:33.67 | 3 R    | 7:02.78        | 1 SA/B         | 6:45.05   | 5 FB      | 6:34.72 | 10    |
| Якоб Барсое Каспер Вінтер Єргенсен Мортен Єргенсен Jacob Larsen | Четвірки, легка вага     | 5:58.21 | 1 SA/B | Bye            | Bye            | 6:19.62   | 2 FA      | 6:21.97 | 2     |

Жінки
| Спортсменка                          | Дисципліна               | Заїзди  | Заїзди | Втішний заплив | Втішний заплив | Чвертьфінали | Чвертьфінали | Півфінали        | Півфінали        | Фінал            | Фінал            |
| Спортсменка                          | Дисципліна               | Час     | Місце  | Час            | Місце          | Час          | Місце        | Час              | Місце            | Час              | Місце            |
| ------------------------------------ | ------------------------ | ------- | ------ | -------------- | -------------- | ------------ | ------------ | ---------------- | ---------------- | ---------------- | ---------------- |
| Фіє Удбі Еріхсен                     | Парні одиночки           | 8:30.07 | 2 QF   | Bye            | Bye            | 7:33.24      | 1 SA/B       | 8:08.65          | 6 FB             | 7:25.13          | 9                |
| Анне Дсане Андерсен Ядвіга Расмуссен | Двійки                   | 7:05.28 | 2 SA/B | Bye            | Bye            | Н/Д          | Н/Д          | 7:27.56          | 1 FA             | 7:20.71          | 3                |
| Ніна Холленсен Лісбет Якобсен        | Парні двійки             | 7:18.92 | 5 R    | 7:04.35        | 4              | Н/Д          | Н/Д          | Завершила виступ | Завершила виступ | Завершила виступ | Завершила виступ |
| Анне Лолк Томсен Юліане Расмуссен    | Парні двійки, легка вага | 7:01.84 | 2 SA/B | Bye            | Bye            | Н/Д          | Н/Д          | 7:20.29          | 4 FB             | 7:27.36          | 9                |

Пояснення до кваліфікації: FA=Фінал A (за медалі); FB=Фінал B (не за медалі); FC=Фінал C (не за медалі); FD=Фінал D (не за медалі); FE=Фінал E (не за медалі); FF=Фінал F (не за медалі); SA/B=Півфінали A/B; SC/D=Півфінали C/D; SE/F=Півфінали E/F; QF=Чвертьфінали; R=Потрапив у втішний заплив

## Вітрильний спорт
Чоловіки
| Спортсмен                         | Дисципліна | Заплив | Заплив | Заплив | Заплив | Заплив | Заплив | Заплив | Заплив | Заплив | Заплив | Заплив | Заплив | Заплив | Очки | Підсумкове місце |
| Спортсмен                         | Дисципліна | 1      | 2      | 3      | 4      | 5      | 6      | 7      | 8      | 9      | 10     | 11     | 12     | M*     | Очки | Підсумкове місце |
| --------------------------------- | ---------- | ------ | ------ | ------ | ------ | ------ | ------ | ------ | ------ | ------ | ------ | ------ | ------ | ------ | ---- | ---------------- |
| Себастьян Флейшер                 | RS:X       | 15     | 14     | 9      | 12     | 22     | 11     | 17     | 20     | 2      | 11     | 6      | 18     | EL     | 135  | 12               |
| Мікаель Гансен                    | Лазер      | 6      | 24     | 23     | 20     | 31     | 31     | 19     | 26     | 5      | 26     | Н/Д    | Н/Д    | EL     | 180  | 25               |
| Йонас Гег-Крістенсен              | Фінн       | 13     | 2      | 4      | DNF    | 10     | 11     | 16     | 16     | 17     | 21     | Н/Д    | Н/Д    | EL     | 110  | 17               |
| Крістіан Петер Любек Йонас Варрер | 49er       | 8      | 9      | 21     | 15     | 1      | 5      | 6      | 13     | 14     | 18     | 1      | 2      | 6      | 98   | 4                |

Жінки
| Спортсменка                      | Дисципліна   | Заплив | Заплив | Заплив | Заплив | Заплив | Заплив | Заплив | Заплив | Заплив | Заплив | Заплив | Заплив | Заплив | Очки | Підсумкове місце |
| Спортсменка                      | Дисципліна   | 1      | 2      | 3      | 4      | 5      | 6      | 7      | 8      | 9      | 10     | 11     | 12     | M*     | Очки | Підсумкове місце |
| -------------------------------- | ------------ | ------ | ------ | ------ | ------ | ------ | ------ | ------ | ------ | ------ | ------ | ------ | ------ | ------ | ---- | ---------------- |
| Лерке Буль-Хансен                | RS:X         | 17     | 16     | 17     | 20     | 16     | 13     | 12     | 9      | 21     | 13     | 10     | 12     | EL     | 155  | 15               |
| Анн-Марі Ріндом                  | Лазер радіал | 5      | 8      | DSQ    | 3      | 3      | 1      | 4      | 6      | 22     | 3      | Н/Д    | Н/Д    | 16     | 55   | 3                |
| Єна Гансен Катя Сальсков-Іверсен | 49erFX       | 21     | 2      | 2      | 2      | 4      | 2      | 9      | 16     | 2      | 1      | 2      | 4      | 8      | 54   | 3                |

Змішаний
| Спортсмен                             | Дисципліна | Заплив | Заплив | Заплив | Заплив | Заплив | Заплив | Заплив | Заплив | Заплив | Заплив | Заплив | Заплив | Заплив | Очки | Підсумкове місце |
| Спортсмен                             | Дисципліна | 1      | 2      | 3      | 4      | 5      | 6      | 7      | 8      | 9      | 10     | 11     | 12     | M*     | Очки | Підсумкове місце |
| ------------------------------------- | ---------- | ------ | ------ | ------ | ------ | ------ | ------ | ------ | ------ | ------ | ------ | ------ | ------ | ------ | ---- | ---------------- |
| Аллан Неррегор Анетт Віборг Андреасен | Nacra 17   | 8      | 8      | 9      | 14     | 10     | 12     | 17     | 9      | 7      | 11     | 5      | 15     | EL     | 108  | 12               |

M = Медальний заплив; EL = Вибув – не потрапив до медального запливу

## Стрільба
| Спортсмен       | Дисципліна                                    | Кваліфікація | Кваліфікація | Півфінал | Півфінал | Фінал            | Фінал            |
| Спортсмен       | Дисципліна                                    | Очки         | Місце        | Очки     | Місце    | Очки             | Місце            |
| --------------- | --------------------------------------------- | ------------ | ------------ | -------- | -------- | ---------------- | ---------------- |
| Торбен Гріммель | гвинтівка лежачи, 50 метрів (чоловіки)        | 621.4        | 23           | Н/Д      | Н/Д      | Завершив виступ  | Завершив виступ  |
| Єспер Хансен    | скит (чоловіки)                               | 121 (+12)    | =5 Q         | 14 (+3)  | =5       | Завершив виступ  | Завершив виступ  |
| Стін Нільсен    | пневматична гвинтівка, 10 метрів (жінки)      | 410.1        | 38           | Н/Д      | Н/Д      | Завершила виступ | Завершила виступ |
| Стін Нільсен    | гвинтівка з трьох положень, 50 метрів (жінки) | 579          | 13           | Н/Д      | Н/Д      | Завершила виступ | Завершила виступ |

Пояснення до кваліфікації: Q = Пройшов у наступне коло; q = Кваліфікувався щоб змагатись у поєдинку за бронзову медаль

## Плавання
Чоловіки
| Спортсмен                                                | Дисципліна                        | Попередній заплив | Попередній заплив | Півфінал | Півфінал | Фінал           | Фінал           |
| Спортсмен                                                | Дисципліна                        | Час               | Місце             | Час      | Місце    | Час             | Місце           |
| -------------------------------------------------------- | --------------------------------- | ----------------- | ----------------- | -------- | -------- | --------------- | --------------- |
| Віктор Бромер                                            | 200 м батерфляєм                  | 1:55.77           | 7 Q               | 1:55.59  | 7 Q      | 1:55.64         | 6               |
| Мадс Глеснер                                             | 400 м вільним стилем              | 3:52.59           | 36                | Н/Д      | Н/Д      | Завершив виступ | Завершив виступ |
| Антон Іпсен                                              | 400 м вільним стилем              | 3:48.31           | 20                | Н/Д      | Н/Д      | Завершив виступ | Завершив виступ |
| Антон Іпсен                                              | 1500 м вільним стилем             | 15:05.91          | 18                | Н/Д      | Н/Д      | Завершив виступ | Завершив виступ |
| Пал Йонсен                                               | 1500 м вільним стилем             | 15:18.49          | 30                | Н/Д      | Н/Д      | Завершив виступ | Завершив виступ |
| Søren Dahl Андерс Ліе Данієль Скаанінг Магнус Вестерманн | Естафета 4 × 200 м вільним стилем | 7:12.66           | 13                | Н/Д      | Н/Д      | Завершив виступ | Завершив виступ |

Жінки
| Спортсменка                                                      | Дисципліна                        | Попередній заплив | Попередній заплив | Півфінал | Півфінал | Фінал            | Фінал            |
| Спортсменка                                                      | Дисципліна                        | Час               | Місце             | Час      | Місце    | Час              | Місце            |
| ---------------------------------------------------------------- | --------------------------------- | ----------------- | ----------------- | -------- | -------- | ---------------- | ---------------- |
| Пернілле Блуме                                                   | 50 м вільним стилем               | 24.23             | 1 Q               | 24.28    | 1 Q      | 24.07            | 1                |
| Пернілле Блуме                                                   | 100 м вільним стилем              | 54.15             | 11 Q              | 54.19    | 11       | Завершила виступ | Завершила виступ |
| Лотте Фрійс                                                      | 400 м вільним стилем              | 4:07.13           | 11                | Н/Д      | Н/Д      | Завершила виступ | Завершила виступ |
| Лотте Фрійс                                                      | 800 м вільним стилем              | 8:22.54           | 5 Q               | Н/Д      | Н/Д      | 8:24.50          | 7                |
| Міе Нільсен                                                      | 100 м на спині                    | 59.13             | 4 Q               | 59.18    | 6 Q      | 58.80            | 5                |
| Джанетт Оттесен                                                  | 50 м вільним стилем               | 24.48             | =5 Q              | 24.62    | 11       | Завершила виступ | Завершила виступ |
| Джанетт Оттесен                                                  | 100 м вільним стилем              | 53.53             | 5 Q               | 53.35    | 6 Q      | 53.36            | 8                |
| Джанетт Оттесен                                                  | 100 м батерфляєм                  | 57.15             | 6 Q               | 57.47    | 7 Q      | 57.17            | 7                |
| Рікке Меллер Педерсен                                            | 100 м брасом                      | 1:06.58           | 6 Q               | 1:07.07  | 10       | Завершила виступ | Завершила виступ |
| Рікке Меллер Педерсен                                            | 200 м брасом                      | 2:22.72           | 1 Q               | 2:22.45  | 5 Q      | 2:23.74          | 8                |
| Пернілле Блуме Сара Бро Юліє Кепп Єнсен Міе Нільсен              | Естафета 4 × 100 м вільним стилем | 3:39.45           | 12                | Н/Д      | Н/Д      | Завершила виступ | Завершила виступ |
| Пернілле Блуме Міе Нільсен Джанетт Оттесен Рікке Меллер Педерсен | Естафета 4 × 100 м комплексом     | 3:56.98           | 3 Q               | Н/Д      | Н/Д      | 3:55.01 EU       | 3                |

## Настільний теніс
| Спортсмен     | Дисципліна                  | Попередній раунд   | Раунд 1            | Раунд 2            | Раунд 3            | 1/8 фіналу         | Чвертьфінали       | Півфінали          | Фінал / БМ         | Фінал / БМ      |
| Спортсмен     | Дисципліна                  | Суперник Результат | Суперник Результат | Суперник Результат | Суперник Результат | Суперник Результат | Суперник Результат | Суперник Результат | Суперник Результат | Місце           |
| ------------- | --------------------------- | ------------------ | ------------------ | ------------------ | ------------------ | ------------------ | ------------------ | ------------------ | ------------------ | --------------- |
| Джонатан Грот | одиночний розряд (чоловіки) | Bye                | Bye                | Oláh (FIN) W 4–0   | Ма Л (CHN) L 0–4   | Завершив виступ    | Завершив виступ    | Завершив виступ    | Завершив виступ    | Завершив виступ |

## Теніс
| Спортсмен        | Дисципліна               | 1/32 фіналу                | 1/16 фіналу              | 1/8 фіналу         | Чвертьфінали       | Півфінали          | Фінал / БМ         | Фінал / БМ       |
| Спортсмен        | Дисципліна               | Суперник Результат         | Суперник Результат       | Суперник Результат | Суперник Результат | Суперник Результат | Суперник Результат | Місце            |
| ---------------- | ------------------------ | -------------------------- | ------------------------ | ------------------ | ------------------ | ------------------ | ------------------ | ---------------- |
| Каролін Возняцкі | одиночний розряд (жінки) | Градецька (CZE) W 6–2, 6–2 | Квітова (CZE) L 2–6, 4–6 | Завершила виступ   | Завершила виступ   | Завершила виступ   | Завершила виступ   | Завершила виступ |

## Тріатлон
| Спортсмен       | Дисципліна | Плавання, 1,5 км | Перехід 1 | Велосипед, 40 км | Перехід 2 | Біг, 10 км | Загалом Time | Місце |
| --------------- | ---------- | ---------------- | --------- | ---------------- | --------- | ---------- | ------------ | ----- |
| Андреас Шиллінг | чоловіки   | 18:11            | 0:48      | 55:33            | 0:38      | 33:46      | 1:48:56      | 28    |

## Боротьба
Легенда:
- VT – Перемога на туше.
- PP – Перемога за очками – з технічними очками в того, хто програв.
- PO – Перемога за очками – без технічних очок в того, хто програв.
- ST – Перемога за явної переваги – різниця в очках становить принаймні 8 (греко-римська боротьба) або 10 (вільна боротьба) очок, без технічних очок у того, хто програв.

Греко-римська боротьба
| Спортсмен   | Категорія | Кваліфікація       | 1/8 фіналу              | Чвертьфінал          | Півфінал            | Втішний поєдинок 1 | Втішний поєдинок 2 | Фінал / БМ            | Фінал / БМ |
| Спортсмен   | Категорія | Суперник Результат | Суперник Результат      | Суперник Результат   | Суперник Результат  | Суперник Результат | Суперник Результат | Суперник Результат    | Місце      |
| ----------- | --------- | ------------------ | ----------------------- | -------------------- | ------------------- | ------------------ | ------------------ | --------------------- | ---------- |
| Mark Madsen | до 75 кг  | Bye                | Абдевалі (IRI) W 3–1 PP | Немеш (SRB) W 3–0 PO | Бачі (HUN) W 3–0 PO | Bye                | Bye                | Власов (RUS) L 1–3 PP | 2          |